# Agnė Sereikaitė
Agnė Sereikaitė (Vilnius, 19 ottobre 1994) è una pattinatrice di short track lituana.

## Biografia
Ha rappresentato la nazionale lituana ai Giochi olimpici di Soči 2014. È stata la prima atleta lituana di sempre a qualificarsi alle olimpiadi nello short track.
È stata scelta come portabaniera alla cerimonia di chiusura dei Giochi.

## Palmarès
- Campionati europei di short track

Dordrecht 2015: bronzo nei 1000 m;
- Universiade

Trentino 2013: bronzo nei 500 m;
Granada 2015: bronzo nei 500 m;